# Межножковая цистерна
Межножковая цистерна (лат. cisterna interpeduncularis) — цистерна в форме усеченной пирамиды, находящаяся за перекрестом зрительных нервов, ножкой мозга и крючками височных долей мозга. Цистерну ограничивает мембрана Лилиеквиста, которая начинается от паутинной оболочки в области спинки турецкого седла и разделяется на две пластинки. Верхняя пластинка присоединяется к сосцевидным телам, а нижняя — к месту соединения варолиева моста и ножек мозга. Боковые части цистерны соединены с охватывающей цистерной, передняя часть межножковой цистерной переходит в цистерну боковой ямки мозга и цистерну перекреста зрительных нервов. Нижняя часть переходит в предмостовую цистерну. В ней проходят задняя мозговая артерии Виллизиева круга и глазодвигательные нервы (III пара черепных нервов). Абсцесс в области межножковой цистерны при пневмококковом менингите может привести к развитию паралича глазодвигательного нерва.